# International Association of Classification Societies
International Association of Classification Societies (IACS) är en icke-statlig internationell organisation med tolv stora klassningssällskap som medlemmar. Sjöfartsklassning avser att främja säkerhet till liv, egendom och miljö genom att etablera regler och verifiera tillämpningen av dessa beträffande teknisk standard för formgivning, konstruktion och underhåll av fartyg, oljeplattformar och andra sjöfartsrelaterade objekt. 
IACS har sitt ursprung i International Load Line-konventionen 1930. Denna rekommenderade samarbete mellan klassningssällskapen. Den första konferensen med de större sällskapen hölls 1939.
IACS grundades i Hamburg 1968 och har idag huvudkontor i London. Den är formellt sedan 1969 en rådgivande organisation till International Maritime Organization (IMO). Sambandet mellan de internationella regler för sjöfart som IMO utställer och klassificeringsreglerna för fartygs skrov och konstruktion fastställs i International Convention for the Safety of Life at Sea (SOLAS).

## Medlemskap (2017)
| Sällskap                                                                       | Förkortning | Grundat    | Huvudkontor      |
| ------------------------------------------------------------------------------ | ----------- | ---------- | ---------------- |
| Lloyd's Register                                                               | LR          | 1760       | London           |
| Bureau Veritas                                                                 | BV          | 1828       | Paris            |
| Croatian Register of Shipping/ Austrian Veritas (Hrvatski Registar Brodova)    | CRS         | 1858/ 1949 | Split            |
| Registro Italiano Navale                                                       | RINA        | 1861       | Genua            |
| American Bureau of Shipping                                                    | ABS         | 1862       | Houston          |
| DNV GL                                                                         | DNV GL      | 1864       | Oslo             |
| Nippon Kaiji Kyokai                                                            | NKK         | 1899       | Tokyo            |
| Russian Maritime Register of Shipping (Российский морской регистр судоходства) | RS          | 1913       | Sankt Petersburg |
| Polski Rejestr Statków (Polish Register of Shipping)                           | PRS         | 1936       | Gdańsk           |
| China Classification Society                                                   | CCS         | 1956       | Beijing          |
| Korean Register of Shipping                                                    | KR          | 1960       | Busan            |
| Indian Register of Shipping                                                    | IR Class    | 1975       | Mumbai           |